# Agnes Osazuwa
Agnes Osazuwa, nigerijska atletinja, * 26. junij 1989, Benin City, Nigerija.
Nastopila je na olimpijskih igrah v letih 2008 in 2016, leta 2008 je osvojila srebrno medaljo v štafeti 4×100 m, leta 2016 pa osmo mesto. Na afriških prvenstvih je osvojila naslov prvakinje v isti disciplini leta 2010